# 皮爾遜鎮區 (密歇根州)
皮爾遜鎮區（英語：Pierson Township）是位於美國密歇根州蒙卡爾姆縣的一個行政鎮區。

## 地方資料
皮爾遜鎮區的面積為93.80平方千米，當中陸地面積為89.70平方千米，而水域面積為4.10平方千米。根據2020年美國人口普查的數據，當地共有人口3363人，而人口密度為每平方千米35.85人。